# Barragem de Foz Côa
A Barragem de Foz Côa (41° 03′ 37″ N, 7° 06′ 36″ O) é uma obra de engenharia hidroeléctrica portuguesa situada no concelho de Vila Nova de Foz Côa, distrito da Guarda.
As obras foram suspensas em 17 de janeiro de 1996, uma vez que a sua construção acarretaria alagar o sítio de arte rupestre pré-histórico do vale do Côa, declarado Património da Humanidade pela Unesco em 1998 junto com o sítio espanhol de Siega Verde, no vale do Águeda, de características similares.